# Ordgarius clypeatus
Ordgarius clypeatus är en spindelart som beskrevs av Simon 1897. Ordgarius clypeatus ingår i släktet Ordgarius och familjen hjulspindlar. Inga underarter finns listade i Catalogue of Life.